# The Human Contradiction
The Human Contradiction é o quarto álbum de estúdio da banda Holandesa de metal sinfônico, Delain. O Álbum foi lançado em 5 de abril de 2014 na Alemanha, Áustria e na Suécia, 7 de abril de 2014 no Reino Unido e no Resto da Europa, e em 8 de abril de 2014 na América do Norte. Esse é o último álbum com o baterista Sander Zoer.

## Sobre o título do álbum
Em uma entrevista ao site inglês "Road Doggs Reviews" quando perguntada sobre o que inspirou o título do álbum, Charlotte Wessels, comenta:
| “ | "O título The Human Contradiction foi retirado da trilogia “Lilith's Brood” de Octavia E. Butler, uma história pós-apocalíptica onde a humanidade não sobreviveu e o motivo disso foram duas das nossas qualidades mais contraditórias: o fato de sermos uma espécie tanto inteligente quanto hierárquica. Esta contradição humana provoca uma mentalidade “nós contra os outros”, uma atitude que faz com que os seres humanos selecionem aleatoriamente qualidades nos outros e usem essas qualidades para justificar uma classificação maior ou menor deles em uma escada construída socialmente, o que permite a criação de dualismos, do homem e da mulher, negro e branco, humano e não-humano, natureza e cultura... É exatamente essa estrutura que permite a existência dos sistemas de opressão, como o racismo, o sexismo, o especismo, etc. Uma atitude que no livro, e também na realidade, se revela mais autodestrutiva. Dessa forma, The Human Contradiction apresenta um alargamento e aprofundamento do conceito lírico do nosso CD anterior, o We Are The Others: a "alteridade" e como as pessoas se relacionam com isso - é um tema que realmente se tornou muito pessoal para mim e pelo qual tenho me sentido obcecada tanto artisticamente quanto academicamente nos últimos dois anos. Também se tornou um tema recorrente nas letras do Delain. Quer se trate de alteridade dentro da nossa espécie ou com relação às pessoas percebidas como "diferentes" por outras (o que foi o foco principal de “We Are The Others”) ou em nossas atitudes em relação a "outros" não-humanos (animais), que é a adição lírica feita por nosso novo álbum. | ” |

## Recepção
| Críticas profissionais | Críticas profissionais |
| Avaliações da crítica  | Avaliações da crítica  |
| Fonte                  | Avaliação              |
| ---------------------- | ---------------------- |
| About.com              | [ 2 ]                  |
| Metal Hammer           | [ 3 ]                  |
| Sonic Seducer          | [ 4 ]                  |
| All About The Rock     | [ 5 ]                  |

Uma análise conjunta feita por 10 críticos do Sonic Seducer publicaram: "É um álbum de metal gótico bem produzido, mas sem quaisquer novos impulsos".  Um colaborador da revista Decibel escreveu, também, que o álbum não continha nada novo, mas que foi bem trabalhado. De acordo com a Metal Hammer da Alemanha, "The Human Contradiction" é de fato diferente de todos os lançamentos anteriores do Delain, e que ele contém um minúsculo musical permitindo que Charlotte Wessels apresentasse toda a gama de sua voz. O revisor observou que o álbum fosse "muito difícil para sofisticação pop, [e] muito raso para ter qualquer profundidade de balanço". Matt Farrington do All About The Rock disse: "Seria bom vê-los ultrapassar mais os limites para ver o que mais pode ser entregue. Dito isto seria uma tarefa difícil para eles para entregarem um registro melhor do que April Rain de 2009".

## Faixas do álbum
Todas as faixas escritas e compostas por Guus Eikens e Delain. 
| Faixas         |                                                                  |         |  |
| N.º            | Título                                                           | Duração |  |
| 1.             | "Here Come the Vultures"                                         | 06:05   |  |
| 2.             | "Your Body Is a Battleground" (participação de Marco Hietala)    | 03:50   |  |
| 3.             | "Stardust"                                                       | 03:57   |  |
| 4.             | "My Masquerade"                                                  | 03:43   |  |
| 5.             | "Tell Me, Mechanist" (participação de George Oosthoek)           | 04:52   |  |
| 6.             | "Sing to Me" (participação de Marco Hietala)                     | 05:09   |  |
| 7.             | "Army of Dolls"                                                  | 04:57   |  |
| 8.             | "Lullaby"                                                        | 04:56   |  |
| 9.             | "The Tragedy of the Commons" (participação de Alissa White-Gluz) | 04:31   |  |
| Duração total: | Duração total:                                                   | 41:56   |  |

| Digipak & Faixas Bônus |                                                                              |                                       |         |  |
| N.º                    | Título                                                                       | Letras                                | Duração |  |
| 10.                    | "Scarlet"                                                                    |                                       | 4:36    |  |
| 11.                    | "Don't Let Go"                                                               |                                       | 3:56    |  |
| 12.                    | "My Masquerade" (Ao Vivo no concerto "My Masquerade", em Haarlem 08/11/2013) |                                       | 5:02    |  |
| 13.                    | "April Rain" (Ao Vivo no concerto "My Masquerade", em Haarlem 08/11/2013)    | Martijn Westerholt, Charlotte Wessels | 4:45    |  |
| 14.                    | "Go Away" (Ao Vivo no concerto "My Masquerade", em Haarlem 08/11/2013)       | Westerholt, Guus Eikens, Wessels      | 3:42    |  |
| 15.                    | "Sever" (Ao Vivo no concerto "My Masquerade", em Haarlem 08/11/2013)         | Westerholt                            | 4:54    |  |
| 16.                    | "Stay Forever" (Ao Vivo no concerto "My Masquerade", em Haarlem 08/11/2013)  | Westerholt, Ronald Landa, Wessels     | 4:31    |  |
| 17.                    | "Sing to Me" (Orchestra Version)                                             |                                       | 3:41    |  |
| 18.                    | "Your Body Is a Battleground" (Orchestra Version)                            |                                       | 3:20    |  |
| Duração total:         | Duração total:                                                               | Duração total:                        | 38:32   |  |

## Paradas musicais
| Paradas (2014)                             | Posições |
| ------------------------------------------ | -------- |
| Bélgica (Ultratop Flandres)                | 65       |
| Bélgica (Ultratop Valônia)                 | 90       |
| Países Baixos (Dutch Charts)               | 25       |
| França (SNEP)                              | 106      |
| Alemanha (Offizielle Deutsche Charts)      | 40       |
| Japão (Oricon)                             | 185      |
| Suíça (Schweizer Hitparade)                | 24       |
| Reino Unido (UK Albums Chart)              | 44       |
| Reino Unido (UK Rock Chart)                | 2        |
| Estados Unidos (Billboard Top Heatseekers) | 8        |

## Histórico de lançamento
| Região                        | Data               |
| ----------------------------- | ------------------ |
| Alemanha · Áustria · Suécia   | 4 de abril de 2014 |
| Reino Unido · Resto da Europa | 7 de abril de 2014 |
| Estados Unidos · Canadá       | 8 de abril de 2014 |

## Produção

### Integrantes
- Martijn Westerholt - teclados
- Charlotte Wessels - vocais
- Sander Zoer - bateria
- Otto Schimmelpenninck Van Der Oije - baixo
- Timo Somers - guitarra

### Músicos convidados
- Marco Hietala - vocal limpo masculino (faixas 2 e 6)
- George Oosthoek - vocal gutural (faixa 5)
- Alissa White-Gluz - vocal limpo e gutural feminino (faixa 9)
- Guus Eikens - guitarra adicional
- Oliver Philipps - guitarra adicional
- Mike Coolen - bateria adicional
- Ruben Israel - bateria adicional